# 罗源县
罗源县（平話字：Lò̤-nguòng）位于福建省东北沿海，属福州市辖县，户籍人口約26.9萬人，其中畲族人口占8.1％，为福建省畲族主要聚居地之一，縣政府駐凤山镇。

## 行政区划
罗源县下辖6个镇、4个乡、1个民族乡：
2018年，罗源县辖凤山、松山、鉴江、起步、中房、飞竹6个镇及碧里、洪洋、白塔、西兰、霍口5个乡，其中霍口为民族乡。全县辖12个社区居委会、189个村委会。

## 地理

### 地理位置
罗源县位于福建省东北沿海，北纬26°23′～26°39′、东经119°7′～119°54′之间。境内三面环山，一面临海。南邻连江县，西南与福州市、闽侯县接壤，西北连古田县，北和宁德市交界，东隔海与霞浦东冲半岛以及中華民國福建省政府管辖的马祖列岛相望。总面积1187平方公里，其中陆地面积1062.2平方公里，海域、滩涂面积124.98平方公里。

### 地形
罗源地处鹫峰山脉东南延伸部分，地势自西而东，高低起伏。中部中低山地，全县最高峰牛母山位于霍口乡，海拔1251米；东部高丘陵多逼近海岸；东北鉴江半岛与东南连江黄岐半岛构成口小腹大的罗源湾，为福建六大深水港湾之一。海岸为具有湿地泥滩的回升侵蚀峡湾型高丘陵岩岸，岛屿10多个，海岸线长150.3千米（含岛岸线8.9千米）。起步溪盆谷地和城关、小获平原为主要耕作区。

### 气候
属海洋性亚热带季风气候，年平均气温19℃；1月平均气温9.6℃，7月平均气温28.5℃；极端最高气温39.5℃，极端最低气温－7.5℃；≥10℃积温6957.8℃。年降水量1652毫米，无霜期280天。7～9月是台风活动期。

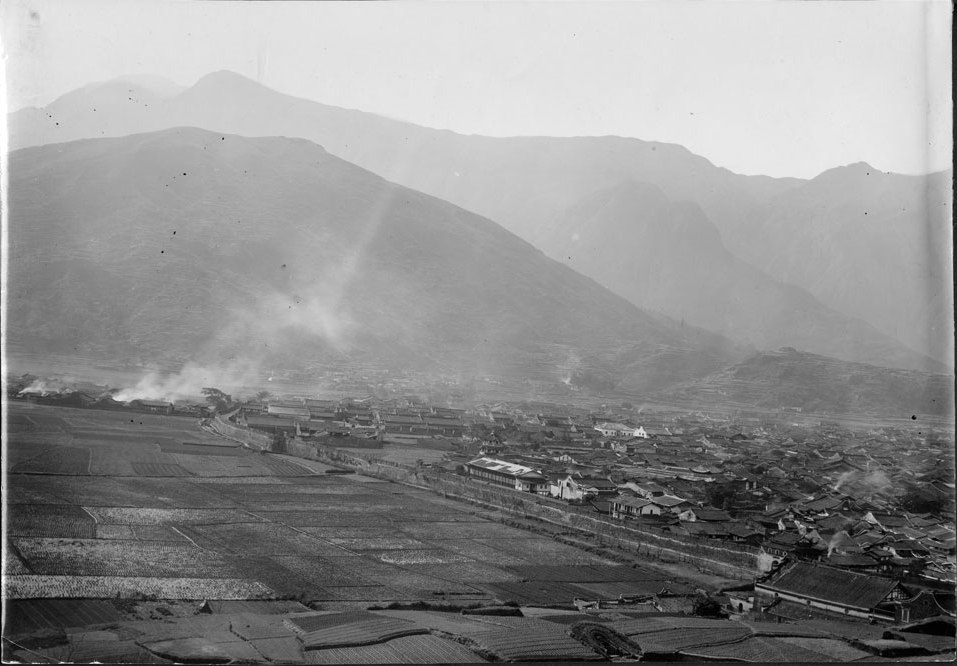
20世紀初期的罗源县

| 罗源(平均數據1991–2020 極端數據1981至今)  | 罗源(平均數據1991–2020 極端數據1981至今) | 罗源(平均數據1991–2020 極端數據1981至今) | 罗源(平均數據1991–2020 極端數據1981至今) | 罗源(平均數據1991–2020 極端數據1981至今) | 罗源(平均數據1991–2020 極端數據1981至今) | 罗源(平均數據1991–2020 極端數據1981至今) | 罗源(平均數據1991–2020 極端數據1981至今) | 罗源(平均數據1991–2020 極端數據1981至今) | 罗源(平均數據1991–2020 極端數據1981至今) | 罗源(平均數據1991–2020 極端數據1981至今) | 罗源(平均數據1991–2020 極端數據1981至今) | 罗源(平均數據1991–2020 極端數據1981至今) | 罗源(平均數據1991–2020 極端數據1981至今) |
| 月份                                      | 1月                                      | 2月                                      | 3月                                      | 4月                                      | 5月                                      | 6月                                      | 7月                                      | 8月                                      | 9月                                      | 10月                                     | 11月                                     | 12月                                     | 全年                                     |
| ----------------------------------------- | ---------------------------------------- | ---------------------------------------- | ---------------------------------------- | ---------------------------------------- | ---------------------------------------- | ---------------------------------------- | ---------------------------------------- | ---------------------------------------- | ---------------------------------------- | ---------------------------------------- | ---------------------------------------- | ---------------------------------------- | ---------------------------------------- |
| 历史最高温 °C（°F）                       | 27.5 (81.5)                              | 31.2 (88.2)                              | 32.2 (90.0)                              | 33.4 (92.1)                              | 36.8 (98.2)                              | 38.4 (101.1)                             | 39.6 (103.3)                             | 38.5 (101.3)                             | 38.0 (100.4)                             | 33.7 (92.7)                              | 31.7 (89.1)                              | 26.4 (79.5)                              | 39.6 (103.3)                             |
| 平均高温 °C（°F）                         | 14.7 (58.5)                              | 15.4 (59.7)                              | 18.1 (64.6)                              | 22.9 (73.2)                              | 26.9 (80.4)                              | 30.4 (86.7)                              | 33.6 (92.5)                              | 33.0 (91.4)                              | 30.4 (86.7)                              | 26.4 (79.5)                              | 22.0 (71.6)                              | 17.1 (62.8)                              | 24.2 (75.6)                              |
| 日均气温 °C（°F）                         | 10.5 (50.9)                              | 11.1 (52.0)                              | 13.5 (56.3)                              | 18.0 (64.4)                              | 22.4 (72.3)                              | 26.1 (79.0)                              | 28.9 (84.0)                              | 28.3 (82.9)                              | 26.0 (78.8)                              | 21.9 (71.4)                              | 17.7 (63.9)                              | 12.7 (54.9)                              | 19.8 (67.6)                              |
| 平均低温 °C（°F）                         | 7.7 (45.9)                               | 8.2 (46.8)                               | 10.4 (50.7)                              | 14.6 (58.3)                              | 19.1 (66.4)                              | 23.0 (73.4)                              | 25.3 (77.5)                              | 25.0 (77.0)                              | 22.8 (73.0)                              | 18.6 (65.5)                              | 14.6 (58.3)                              | 9.6 (49.3)                               | 16.6 (61.8)                              |
| 历史最低温 °C（°F）                       | −1.3 (29.7)                              | −1.5 (29.3)                              | −0.4 (31.3)                              | 5.6 (42.1)                               | 10.2 (50.4)                              | 14.8 (58.6)                              | 19.7 (67.5)                              | 20.3 (68.5)                              | 15.1 (59.2)                              | 9.0 (48.2)                               | 3.2 (37.8)                               | −3.4 (25.9)                              | −3.4 (25.9)                              |
| 平均降水量 mm（）                         | 63.1 (2.48)                              | 82.8 (3.26)                              | 138.8 (5.46)                             | 136.9 (5.39)                             | 202.3 (7.96)                             | 268.5 (10.57)                            | 193.8 (7.63)                             | 279.9 (11.02)                            | 165.3 (6.51)                             | 66.4 (2.61)                              | 63.4 (2.50)                              | 53.3 (2.10)                              | 1,714.5 (67.49)                          |
| 平均降水天数（≥ 0.1 mm）                  | 12.4                                     | 15.0                                     | 18.3                                     | 16.4                                     | 18.1                                     | 17.9                                     | 12.6                                     | 16.1                                     | 13.7                                     | 8.4                                      | 9.8                                      | 10.5                                     | 169.2                                    |
| 平均相對濕度（％）                        | 79                                       | 80                                       | 81                                       | 80                                       | 81                                       | 83                                       | 79                                       | 80                                       | 77                                       | 73                                       | 75                                       | 76                                       | 79                                       |
| 月均日照時數                              | 94.0                                     | 84.6                                     | 98.1                                     | 116.0                                    | 128.4                                    | 136.1                                    | 220.7                                    | 192.0                                    | 157.0                                    | 155.1                                    | 108.3                                    | 107.2                                    | 1,597.5                                  |
| 可照百分比                                | 28                                       | 27                                       | 26                                       | 30                                       | 31                                       | 33                                       | 53                                       | 48                                       | 43                                       | 44                                       | 34                                       | 33                                       | 36                                       |
| 来源：China Meteorological Administration |                                          |                                          |                                          |                                          |                                          |                                          |                                          |                                          |                                          |                                          |                                          |                                          |                                          |

### 物产
西北部山区有着丰富的花岗岩、叶腊石和高岭土资源和林茶竹果等资源。

## 人口
根据(福建省)福州市第七次全国人口普查公报显示：罗源县常住人口为255214人，男性占比53.09%，女性占比46.91%，年龄结构中0-14岁占比18.48%，15-59岁占比63.47%，60岁以上占比18.04%，65岁以上占比12.58%。

### 民族
县内居民以汉族为主，畲族次之，还有少量的满、壮、苗、回、藏等少数民族。

### 畲族

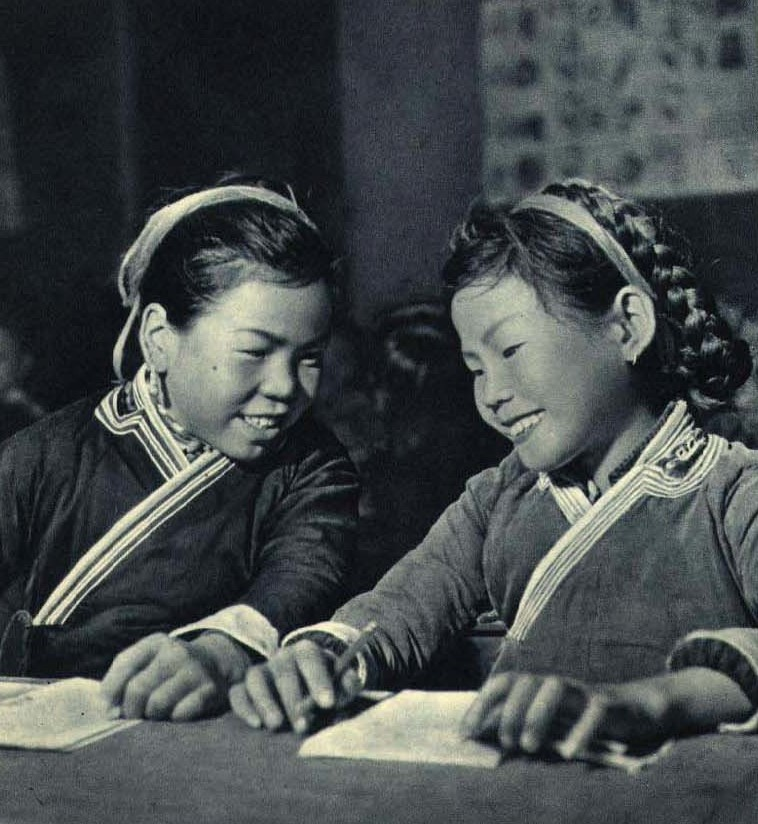
1962年，罗源县石别下村畲族

罗源畲族占总人口8.1％，分布于全县11个乡(镇)82个村，主要居住于霍口畲族乡，使用畲语，兼通普通话以及闽东语福州话罗源腔，以雷、钟、蓝、兰等姓为主。畲族先民于唐时入境，长期以狩猎和游耕为主。明代定居后，从事种植粮食作物，逐步发展经济作物和畜牧副业生产。经济作物以茶叶、油茶、青靛(俗称青、学名马蓝)为多。畲族衣饰靠苎麻线和蚕丝纺织，因此畲族家家户户皆种苎麻和种桑养蚕。男女老少喜唱山歌，酷爱武术，尤以拳术为最，畲族女子着“凤凰装”，梳“凤凰发式”，独具风格。

### 疍民
疍民在中国官方的民族识别中被认为是汉族的一部分。罗源的疍民主要集中在沿海的鉴江、碧里、松山3个乡镇，传统上以船为家，在罗源沿海从事捕捞业，使用语言为闽东语福州话罗源腔，陆地居民贬称疍民为“曲蹄”。民国以前，疍民受到严重的歧视，许多疍民被禁止上岸。1952年以来，政府逐步对疍民进行上岸改造，大部分疍民已经上岸定居，主要聚居在鉴江海上、碧里先锋、松山乘风三个陆上村庄。

## 歷史
罗源夏商属扬州，周属七闽地，秦属闽中郡，西汉为冶县地，东汉为侯官地，晋属温麻地（道光《新修罗源县志》载：或曰罗江县），隋属闽县。唐大中元年（847年），朝廷准福建观察使之请，割连江县北一乡为罗源场，罗源政区始从连江分离出来。咸通二年（861年），升场为镇，改名永贞，属福建观察使领辖之福州。乾宁三年（896年），以福建观察使为威武军节度使，永贞镇仍属福州。
五代后唐长兴四年（933年），闽王王延钧在福州称帝，国号闽，改元龙启，以福州为长乐府，升永贞镇为县，隶属于长乐府。五代天福十二年（947年），长乐府被吴越国占领，永贞县为吴越福州威武军辖地。
宋太平兴国二年（977年）设两浙西南路辖福建各州县。太平兴国三年（978年），吴越王钱俶纳土归宋，永贞县属两浙西南路福州。雍熙二年（985年），改两浙西南路置福建路，永贞县仍属福州。天禧五年（1021年），为避皇太子赵祯讳，永贞县改名永昌。乾兴元年（1022年），定名罗源县。
至宋代开始，全县划为3个乡，17个里（隅），辖38个图。元代沿用宋制，里（隅）数增至21个。明代自洪武十四年（1381年）撤乡改行以里辖图制，至万历间（1573—1620年）裁图级政区止，罗源县里图或分或合，或裁或并，屡有变易。万历间以原16图为16里。清代仍分16里，辖44铺，372村。
民国初，行政区划基本沿袭清制。 民国20年（1931年）始置5个区，各区设区公所，辖乡（镇）162个。第一区区公所驻地县城内，辖乡（镇）数4个，辖地不包括县城；第二区区公所驻地碧里乡，辖乡（镇）29个；第三区区公所驻地后路乡，辖乡（镇）数41个；第4区区公所驻地飞竹乡，辖乡（镇）数50个；第5区区公所驻地起步乡，辖乡（镇）数38个。
1934年3月，成立罗源县苏维埃政府。
民国24年9月，实行保甲制度，将5个区并为3个区，改区公所为区署。区以下设19个联保办事处，统辖166保。
民国29年，改联保为乡镇。升冠桂、笃贤为县辖镇，其他乡镇仍为区署领辖。
民国30年2月，冠桂、笃贤两镇含并为凤山镇，新从连江县划入的巽屿、北山与大小获乡合并组成获巽乡。全县政区重新组合，编为2个区、1个县辖镇、12个乡、114个保、1212个甲。民国32年2月增设乡镇，全县有乡镇19个辖168保1711甲，7月，又缩编为15个乡镇140保1640个甲。民国34年撤销区级建制，将护起镇与港桂乡合并为护林镇，福霍乡与西南乡合并为福丰乡，乡镇从15个减至13个。民国35年6月，再缩编为7个乡（镇），85个保，790个甲。民国36年上半年由790甲整编为851甲。民国38年8月14日罗源县解放。8月28日，县人民民主政府接管旧政权的7个乡（镇）公所，建置7个区人民民主政府，区名沿用原乡（镇）名称，区以下仍保留原保甲制度。
民国38年9月，凤山、凤寿两区合并为第一区，区政府驻地城关；洪林、河阳两区合并为第二区，区政府驻地洪洋；鉴碧、松获两区合并为第三区，区政府驻地碧里；福丰区改名为第四区，区政府驻地霍口。
1950年3月，废除保甲制度，6月，增设第五区；9月增设第6区，至此，全县划为6个区、64个乡和4个街道。
1952年4月，调整行政区划，增设第七、八两个区，全县分为8个区、66个乡、4个街。同时，区人民政府改称区公所。1954年，又增划22个乡。
1955年7月，第五区的飞竹乡划为飞竹、梧桐两乡；8月，撤销第七区，所辖各乡并入第六区；9月，第一、二、三、四、五、六、八区分别改名为起步、中房、碧里、霍口、洋柄、城关、洋头区。
1956年1-3月，先后撤销松山、起步、洋头3区；设城关镇为县辖镇，辖原城关区的4个街；原城关区各乡与原起步区和松山区合并组成岐余区；原洋头区各乡分别归并于中房、洋柄区。全县划分为5个区、1个县辖镇、56个乡镇，共辖自然村698个。
1958年5月撤区并乡，全县划为城关、鉴江2个镇和起步、洪洋、叠石、中房、深坑、松山、泥田、大获、碧里、牛坑、白塔、凤坂、西兰、岭头、飞竹、丰余、斌溪、霍口、香岭、西峰、东宅等21个乡。
1958年9月建立人民公社，实行政社合一，全县建立6个人民公社，98个生产大队。
1961年5月恢复区一级建制，全县划为6个区，下辖1个城关镇、37个人民公社。同年10月，城关镇升为县辖镇。
1965年7月裁区并社，全县划分为城郊、松山、起步、洪洋、中房、西兰、飞竹、霍口、碧里、鉴江等10个人民公社，原城关镇建制不变。
1966年6月，城关镇改为城镇公社；城郊公社除划归松山、城镇公社的8个大队外，余下15个大队另组为白塔公社（同年11月更为“红塔”）。至此，全县划为11个人民公社，185个大队、4个街。
1979年4月，城镇人民公社改名城关镇。1981年7月定名凤山镇，红塔人民公社复名为白塔人民公社，在“文化大革命”中被更名的大队亦同时恢复原名。
1984年9月，全县人民公社改为乡（镇）建制，各生产大队改为村，生产队改为村民小组。
1986年2月，中房乡下大洋村因建下大洋水库需要，拆迁移民在凤山镇建立陈厝村。
1988年11月，起步乡改为镇，起步、桂林、港头、沈厝4个村委会改称居委会。
1992年10月，松山、中房两乡同时改为镇。其中原松山乡的渡头、吕洞、岐后、岐头、树柄、南岐和原中房乡的林家、中房、乾溪、大洋等村委改为居委会。
1994年3月，飞竹乡改为飞竹镇，飞竹、洋柄村委会同时改为居委会。
1998年6月10日，起步镇潮格村拆出水口洋、坑脉里、坪石等3个自然村设立水口洋村。
2000年12月10日，凤山镇岐余村分设余家塘、岐阳、竹兜3个居委会。
2003年4月30日，凤山镇东门居委会划东环路以东地区设东区居委会。
2004年12月17日，凤山镇东区居委会再划岐阳、金凤和闽星小区增设闽凤社区居委会。
2015年，罗源县辖凤山、松山、鉴江、起步、中房、飞竹6个镇及碧里、洪洋、白塔、西兰、霍口5个乡，其中霍口为民族乡。全县辖7个社区居委会、189个村委会。
2018年，罗源县辖凤山、松山、鉴江、起步、中房、飞竹6个镇及碧里、洪洋、白塔、西兰、霍口5个乡，其中霍口为民族乡。全县辖12个社区居委会、189个村委会。

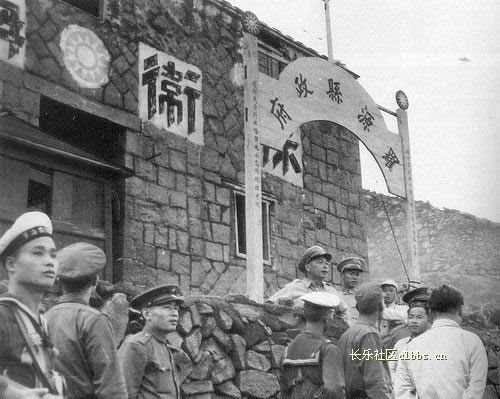
民国时期罗源县政府

### 与東引列嶼的关系
羅源縣與東引列嶼於国共内战前本無關係，1949年中華民國政府失去對於羅源縣全部區域的控制權力，1954年3月中华民国政府將仍由其控制的东湧鄉自长乐县改劃羅源縣（在此前，東湧最早屬於霞浦县，後改連江縣所轄，長樂縣大陸地區全面失守後東湧改劃長樂縣），並設羅源縣政府駐東湧鄉。1956年7月，中华民国政府撤销羅源縣政府，将東湧島、西湧島更名為東引島、西引島，改劃隸屬於中華民國福建省連江縣东引乡至今。

## 语言
境内汉族居民主要使用闽语福州话的罗源腔，与福州市区使用的福州话在语音上有较明显的差异。境内畲族使用畲话，兼通福州话罗源腔。近年来在官方语言政策的干涉下，普通话使用较为普遍，相較之下，福州话在青少年中开始呈现萎缩的趋势。
现在中华人民共和国所说的官方语言是普通话。

## 文化
罗源属于福州文化圈，文化习俗与福州其余地区大体相同。民间神坻众多，乡村各异，影响力最广泛的神坻是妈祖和临水夫人。民间流行的戏剧为闽剧。
罗源县的六神经络骨通药制作工艺和畲族服饰被列入国家级非物质文化遗产名录。

## 交通

### 公路
沈海高速公路福建段
- 罗源北互通
- 白塔互通

 104国道
- 201省道

### 铁路
- 杭福深铁路：罗源站

### 水运
- 罗源港

## 古迹
罗源现有全国重点文物保护单位三处，分别为中房镇陈太尉宫、城关圣水寺栖云洞十八罗汉造像、中房翰林学士府